# Nekanakau-shipu
De Nekanakau-shipu is een rivier in de Canadese provincie Newfoundland en Labrador. De 23,5 km lange rivier bevindt zich in het zuidoosten van het schiereiland Labrador en is de belangrijkste zijrivier van de Eagle River.

## Toponymie
De benaming Nekanakau-shipu (IPA: [neka:nəka:w-ʃi:pu:]) komt uit het Innu, de taal van het gelijknamige volk dat traditioneel in het gebied leeft. De naam kan vertaald worden als de "zanderige oevers-rivier".
De naam verwijst niet naar de oevers van de rivier, maar naar Nekanakau, het meer waar de rivier zijn oorsprong heeft.

## Verloop
De Nekanakau-shipu ontstaat als de uitstroom van Nekanakau, een relatief groot meer in het zuiden van de regio Labrador. De rivier verlaat dat meer langs de noordzijde en stroomt daarna in noordoostelijke richting.
Na zo'n 12 km wordt hij aan zijn linkeroever aangevuld door de Ushpuakan-shipiss en aan zijn rechteroever door de Ushkau-shipiss. Onmiddellijk na de uitmonding van die twee rivieren op dezelfde plaats draait de Nekanakau-shipu naar het oosten toe en vertakt hij bovenal zeer sterk. Dit eilandrijke gebied spant zich over de vier daaropvolgende kilometers van zijn loop.
Ruim 16 km voorbij de oorsprong komen alle vertakkingen weer samen tot een hoofdstroom. Deze stroomt 7 km verder in noordoostelijke richting totdat de Nekanakau-shipu uiteindelijk uitmondt in de Eagle River. De rivier is bij zijn monding zo'n 150 m breed, al bereikt hij op sommige plaatsen verder stroomopwaarts breedtes van meer dan 500 m.